# Perseo e Andromeda (Rubens)
Perseo e Andromeda (conosciuto anche come Perseo incoronato) è un dipinto a olio su tavola (99,5x139 cm) realizzato nel 1622 circa dal pittore fiammingo Peter Paul Rubens e conservato nel Museo dell'Ermitage di San Pietroburgo.

## Storia
Il dipinto, sicuramente posteriore al 1619, fu messo all'asta ad Amsterdam nel 1738. Trent'anni dopo fu acquistato a Dresda.

## Descrizione
La scena è molto simile a quella di un altro dipinto realizzato precedentemente da Rubens, Perseo libera Andromeda.
Perseo, al centro del dipinto, è attorniato da tre putti, uno che regge lo scudo con la testa di Medusa, uno porta l'elmo dell'eroe, mentre un altro tiene il cavallo alato Pegaso. In alto la Vittoria è raffigurata nell'atto di porre una corona sul capo dell'eroe. Altri due putti liberano Andromeda dalla roccia alla quale è legata. In basso è raffigurato il mostro marino ucciso dall'eroe.